# Eawag-Empa-Bibliothek
Die Eawag-Empa-Bibliothek war von 2006 bis 2010 die gemeinsame Bibliothek der Eawag und der Eidgenössischen Materialprüfungs- und Forschungsanstalt (Empa). Als akademische Fachbibliothek innerhalb des ETH-Bereichs war sie vor allem in den Forschungsgebieten Gewässerschutz, Humanökologie, Hydrologie, Umweltwissenschaften (Eawag) und Material- und Werkstoffwissenschaften (Empa) spezialisiert. Sie ging zum 1. Januar 2011 in Lib4RI auf, der gemeinsamen neuen Bibliothek von Eawag, Empa, Paul Scherrer Institut (PSI) und Eidgenössischer Forschungsanstalt für Wald, Schnee und Landschaft (WSL).
Die Eawag-Empa-Bibliothek war als Freihandbibliothek am Netzwerk von Bibliotheken und Informationsstellen in der Schweiz  (NEBIS) angeschlossen.

## Standorte
Die Eawag-Empa-Bibliothek betrieb neben der Hauptstelle in Dübendorf weitere Standorte. Die Zweigstelle in Kastanienbaum war am Eawag-Forschungszentrum für Limnologie angeschlossen, die zweite am Forschungsstandort der Empa St. Gallen. Die Bibliotheken der Eawag und der Empa wurden am 1. Januar 2006 zu einer gemeinsamen Eawag-Empa-Bibliothek in Dübendorf im Forum Chriesbach zusammengelegt. 

## Bestand
Im Jahr 2007 umfasste der Bibliotheksbestand ca. 50.000 Monographien, 550 laufende Zeitschriften und 280 Serien. Der Bestand an E-Ressourcen nahm tendenziell zu. 2010 bestand Zugriff auf ca. 10.000 elektronische Zeitschriften und einige tausend E-Books. 